# Ellinwood
Ellinwood är en ort i Barton County i Kansas. Vid 2010 års folkräkning hade Ellinwood 2 131 invånare.

## Kända personer från Ellinwood
- Walter Joseph Hickel, politiker